# Fußball-Weltmeisterschaft 2010/Slowenien
Dieser Artikel behandelt die slowenische Fußballnationalmannschaft bei der Fußball-Weltmeisterschaft 2010.

## Qualifikation
Die Mannschaft qualifizierte sich über die Qualifikationsspiele des europäischen Fußballverbandes UEFA für die Weltmeisterschaft in Südafrika.
In der ersten Runde traf Slowenien in der Gruppe 3 auf die Slowakei, Tschechien, Nordirland, Polen und San Marino. In den zehn daraus entstandenen Partien gewann Slowenien sechs Partien, erreichte zwei Remis und unterlag in ebenso vielen Spielen. Als Gruppenzweiter kam Slowenien in die zweite Qualifikationsrunde, wo es in einer Play-off-Begegnung bestehend aus Hin- und Rückspiel gegen Russland antreten musste. Nach einer 1:2-Niederlage im Hinspiel in Russland schaffte Slowenien zuhause einen 1:0-Erfolg über die Russen und qualifizierte sich so mittel der Auswärtstorregel für die WM-Endrunde. Im Rückspiel gegen Russland wurden während des Spiels zwei Russen ausgeschlossen; den Siegestreffer erzielte Zlatko Dedič.

### Erste Runde
6. September 2008:
Polen – Slowenien 1:1 (1:1)
10. September 2008:
Slowenien – Slowakei 2:1 (1:0)
11. Oktober 2008:
Slowenien – Nordirland 2:0 (0:0)
15. Oktober 2008:
Tschechien – Slowenien 1:0 (0:0)
28. März 2009:
Slowenien – Tschechien 0:0
1. April 2009:
Nordirland – Slowenien 1:0 (0:0)
12. August 2009:
Slowenien – San Marino 5:0 (2:0)
9. September 2009:
Slowenien – Polen 3:0 (2:0)
10. Oktober 2009:
Slowakei – Slowenien 0:2 (0:0)
14. Oktober 2009:
San Marino – Slowenien 0:3 (0:1)

### Zweite Runde
14. November 2009:
Russland – Slowenien 2:1 (1:0)
18. November 2009:
Slowenien – Russland 1:0 (1:0)

## Slowenisches Aufgebot
Am 11. Mai 2010 gab Nationaltrainer Matjaž Kek seinen vorläufigen 30er-Kader bekannt, in dem 26 außerhalb der Landesgrenzen unter Vertrag stehende Spieler berücksichtigt waren. Am 21. Mai strich er die ersten vier Spieler aus dem vorläufigen Aufgebot, so dass die bis dato im Kader erfassten Torhüter Jan Koprivec, Abwehrspieler Aleksander Rajčevič, Mittelfeldspieler Dare Vršič und der Stürmer Miran Burgić ihre Hoffnung auf eine Endrundenteilnahme begraben mussten. Kurz vor Ende der Einreichungsfrist gab er am 1. Juni den endgültigen, 23 Spieler umfassenden Kader bekannt; Mirnes Šišič, Darijan Matič und Dejan Kelhar waren die drei weiteren gestrichenen Spieler. Somit verblieben bei 21 „Legionären“ zwei in Slowenien spielende Akteure.
| Nr.               | Name                     | Verein vor WM-Beginn | Geburtstag | Spiele   | Tore     |          |          |          |          |
| Torhüter          | Torhüter                 | Torhüter             | Torhüter   | Torhüter | Torhüter | Torhüter | Torhüter | Torhüter | Torhüter |
| ----------------- | ------------------------ | -------------------- | ---------- | -------- | -------- | -------- | -------- | -------- | -------- |
| 1                 | Samir Handanovič         | Udinese Calcio       | 14.07.1984 | 3        | 0        | 0        | 0        | 0        |          |
| 12                | Jasmin Handanovič        | AC Mantova           | 28.01.1978 | 0        | 0        | 0        | 0        | 0        |          |
| 16                | Aleksander Šeliga        | Sparta Rotterdam     | 01.02.1980 | 0        | 0        | 0        | 0        | 0        |          |
| Abwehrspieler     |                          |                      |            |          |          |          |          |          |          |
| 2                 | Mišo Brečko              | 1. FC Köln           | 01.05.1984 | 3        | 0        | 0        | 0        | 0        |          |
| 3                 | Elvedin Džinič           | NK Maribor           | 25.08.1985 | 0        | 0        | 0        | 0        | 0        |          |
| 4                 | Marko Šuler              | KAA Gent             | 09.03.1983 | 3        | 0        | 1        | 0        | 0        |          |
| 5                 | Boštjan Cesar            | Grenoble Foot        | 09.07.1982 | 3        | 0        | 1        | 0        | 0        |          |
| 6                 | Branko Ilič              | Lokomotive Moskau    | 06.02.1983 | 0        | 0        | 0        | 0        | 0        |          |
| 13                | Bojan Jokić              | Chievo Verona        | 17.05.1986 | 3        | 0        | 2        | 0        | 0        |          |
| 19                | Suad Filekovič           | NK Maribor           | 16.09.1978 | 0        | 0        | 0        | 0        | 0        |          |
| 22                | Matej Mavrič             | TuS Koblenz          | 29.01.1979 | 0        | 0        | 0        | 0        | 0        |          |
| Mittelfeldspieler |                          |                      |            |          |          |          |          |          |          |
| 7                 | Nejc Pečnik              | Nacional Funchal     | 03.01.1986 | 2        | 0        | 0        | 0        | 0        |          |
| 8                 | Robert Koren             | West Bromwich Albion | 20.09.1980 | 3        | 1        | 0        | 0        | 0        |          |
| 10                | Valter Birsa             | AJ Auxerre           | 07.08.1986 | 3        | 1        | 1        | 0        | 0        |          |
| 15                | Rene Krhin               | Inter Mailand        | 21.05.1990 | 0        | 0        | 0        | 0        | 0        |          |
| 17                | Andraž Kirm              | Wisła Krakau         | 06.09.1984 | 3        | 0        | 1        | 0        | 0        |          |
| 18                | Aleksander Radosavljevič | AE Larisa            | 25.04.1979 | 3        | 0        | 1        | 0        | 0        |          |
| 20                | Andrej Komac             | Maccabi Tel Aviv     | 04.12.1979 | 2        | 0        | 1        | 0        | 0        |          |
| 21                | Dalibor Stevanović       | Vitesse Arnheim      | 27.09.1984 | 0        | 0        | 0        | 0        | 0        |          |
| Stürmer           |                          |                      |            |          |          |          |          |          |          |
| 9                 | Zlatan Ljubijankič       | KAA Gent             | 15.12.1983 | 3        | 1        | 0        | 0        | 0        |          |
| 11                | Milivoje Novakovič       | 1. FC Köln           | 18.05.1979 | 3        | 0        | 0        | 0        | 0        |          |
| 14                | Zlatko Dedič             | VfL Bochum           | 05.10.1984 | 3        | 0        | 1        | 0        | 0        |          |
| 23                | Tim Matavž               | FC Groningen         | 13.01.1989 | 1        | 0        | 0        | 0        | 0        |          |
| Trainer           |                          |                      |            |          |          |          |          |          |          |
|                   | Matjaž Kek               |                      | 09.09.1961 |          |          |          |          |          |          |

## Vorbereitung und WM-Quartier
Zur Vorbereitung auf die Weltmeisterschaftsendrunde bestreitet die slowenische Nationalmannschaft zwischen dem 21. Mai und dem 3. Juni ein Trainingslager in Bruneck im Südtirol. Im Anschluss kehrt sie nach Slowenien zurück, wo sie in Ptuj stationiert ist. Nach einem Testspiel gegen die Auswahl Neuseelands am 4. Juni in Maribor ist für den 6. Juni der Abflug vom Flughafen Ljubljana geplant. Das WM-Quartier der slowenischen Mannschaft befindet sich in Johannesburg im Hyde Park Southern Sun.

## Vorrunde
| Rang | Land               | Tore | Punkte |
| ---- | ------------------ | ---- | ------ |
| 1    | Vereinigte Staaten | 4:3  | 5      |
| 2    | England            | 2:1  | 5      |
| 3    | Slowenien          | 3:3  | 4      |
| 4    | Algerien           | 0:2  | 1      |

In der Vorrunde der Weltmeisterschaft 2010 in Südafrika traf die slowenische Fußballnationalmannschaft in der Gruppe C auf England, Vereinigte Staaten und Algerien. Nach zwei Partien lag das Team noch auf Platz 1 der Tabelle, gegen Gruppenfavorit England verpassten die Slowenen aber das notwendige Unentschieden. Da im Parallelspiel die USA durch einen Sieg in der Nachspielzeit ebenfalls noch in der Tabelle vorbeiziehen konnten, bedeutete das Platz 3 und damit das Aus für Slowenien nach der Vorrunde.
- Sonntag, 13. Juni 2010; 13:30 Uhr in Polokwane
 Algerien –  Slowenien 0:1 (0:0)

- Freitag, 18. Juni 2010; 16:00 Uhr in Johannesburg (Ellis-Park-Stadion)
 Slowenien –  Vereinigte Staaten 2:2 (2:0)

- Mittwoch, 23. Juni 2010; 16:00 Uhr in Nelson Mandela Bay/Port Elizabeth
 Slowenien –  England 0:1 (0:1)